# Минд
Минд (др.-греч. Μύνδος) — античный город в Карии на полуострове Малой Азии. Находился на полуострове Бодрум на побережье бухты Эгейского моря к северо-западу от Галикарнаса. В настоящее время на месте Минда находится турецкий город Гюмюшлюк в районе Бодрум в иле Мугла.
Основан дорийцами. Павсаний пишет, что Минд был колонией Трезена и основан потомками Аэтия. В V веке до н. э. был членом первого афинского морского союза. Геродот упоминает корабли Минда в описании осады Наксоса в 499 году до н. э. В сражении при Эгоспотамах в 405 году до н. э. одна трирема из Минда участвовала на стороне Лисандра. Мавсол в IV веке до н. э. построил новый город севернее. Город был укреплён и имел гавань. При осаде Галикарнаса в 334 году до н. э. жителям Минда удалось отразить нападение Александра Македонского. Лишь год спустя, в 333 году до н. э. Птолемей и Асандр разбили персидского сатрапа Оронтобата и захватили Минд и Галикарнас. В ходе войн диадохов Птолемей I Сотер в 309—308 годах до н. э. захватил Минд. Был под контролем Лисимаха, а после убийства Лисимаха — под контролем Селевка I Никатора и основанного им государства Селевкидов. В 190 году до н. э. Антиох III Великий проиграл битву при Магнезии, Кария была разделена между Пергамским царством и Родосом, Минд перешел к Родосу. Упоминается Минд в ветхозаветной Первой книге Маккавейской (15:23). В 133 году до н. э. Минд перешел к Аристонику. В 129 году до н. э. Кария вошла в римскую провинцию Азия.
При землетрясении в результате опускания земли часть города оказалась на дне гавани.

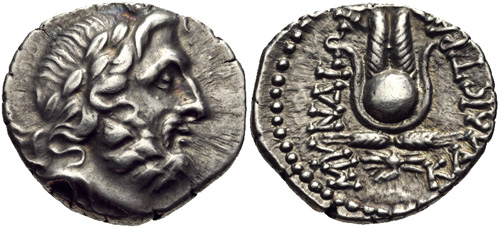
Серебряная драхма из Минд, II век до н. э.
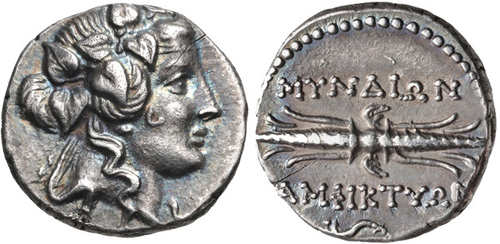
Гемидрахма из Минд, 150—150-е годы до н. э.